# Lepidoneiva erubescens
Lepidoneiva erubescens är en fjärilsart som beskrevs av Butler 1876. Lepidoneiva erubescens ingår i släktet Lepidoneiva och familjen björnspinnare. Inga underarter finns listade i Catalogue of Life.